# Messier 4
Messier 4 (M4 ili NGC 6121) je kuglasti skup u Škorpionu, kraj zvijezde Antares. Otkrio ga je Philippe Loys de Chéseaux 1746. godine, a prvi u katalog uveo Charles Messier 1764. godine.

## Svojstva
Messier 4 je kuglasti skup na udaljenosti od 7,200 ly. Njegov prividni promjer na nebu iznosi 0.6° što odgovara stvarnom promjeru od 75 ly. Zajedno s kuglastim skupom NGC 6397 najbliži nam je kuglasti skup.
Najsjajnije zvijezde u skupu su crveni divovi prividne magnitude +10.8, također, poznate su i 43 promjenjive zvijezde, članice skupa. Messier 4 nije gust kao većina kuglastih skupova. Klasificiran je kao tip IX skup što ga čini jednim od najrjeđih poznatih skupova. 
Posebnost je skupa centralna prečka, uočljiva na priloženoj fotografiji. M4 se od nas udaljava brzinom od 70.4 km/s.

## Amaterska promatranja
Messier 4 pripada među nama najbliže kuglaste skupove,i to je razlog što je bio prvi kuglasti skup razdvojen na pojedine zvijezde.
Zbog velikog prividnog sjaja od magnitude +5.6, vidljiv je golim okom u tamnim noćima kao mrljica ispod Antaresa.
Najsjajnije zvijezde u skupu vidljive su već u teleskopu sa 100 mm objektivom. Veći teleskopi mogu u cijelosti razlučiti ovaj skup.

## Vanjske poveznice
- Skica M4